# Camponotus impressilabris
Camponotus impressilabris é uma espécie de inseto do gênero Camponotus, pertencente à família Formicidae.